# Eurhynchium devexum
Eurhynchium devexum là một loài Rêu trong họ Brachytheciaceae. Loài này được (Bosw.) Paris mô tả khoa học đầu tiên năm 1896.